# Set Things Right
Set Things Right est un groupe belge de metalcore, originaire d'Anvers, actif entre 2009 et 2018.

## Histoire
Le groupe est formé en 2009 par le guitariste Jos De Roeck et le batteur Maarten De Roeck. Il est connu pour son mélange unique de riffs hard metalcore et de refrains pop accrocheurs. En 2011, ils sortent leur premier album The Never Ending Road. Le groupe connait son premier succès lors d'un concert de lancement à guichets fermés le 8 juillet 2011 au Het Lintfabriek de Kontich. Plusieurs concerts suivent, notamment au Humo's Rock Rally et au festival néerlandais Jera on Air.
En 2012, le bassiste Pieter De Bruyn décide de quitter le groupe, et le groupe prend donc une nouvelle formation : Jos à la guitare basse et le nouveau venu James Falck à la guitare. La même année, Tom Welslau, le chanteur original du groupe, est diagnostiqué d'une forme rare de leucémie. Le groupe fait alors une pause pour lui donner le temps de se rétablir, bien qu'il se soit partiellement rétabli, Welslau doit finalement quitter le groupe. En 2014, Roger De Koning devient le nouveau chanteur du groupe. Cette formation reste inchangée jusqu'à la fin. Avec le nouveau chanteur Roger, le groupe retourne en studio en mars 2015 pour leur deuxième album This Is Home. Celui-ci est en partie enregistré dans l'appartement du guitariste Kristof. Les voix sont chantées dans le studio de Matthijs Tieken, batteur du groupe néerlandais The Charm the Fury. L'album contient la chanson 1997, que Jos et Maarten ont écrite pour leur père, décédé d'un cancer cette année-là. Ce single est publié avec Kom Op Tegen Kanker, tous les bénéfices étant reversés à cette organisation. 1997 est repris par Studio Brussels, et leur assure une place au festival Groezrock.
Set Things Right connait son apogée avec la sortie de leur troisième album Deathwish en 2017. Ils l'annoncent avec un faux communiqué de presse dans lequel le groupe est en prison. Le 19 octobre 2016, le groupe sort son single avec le clip Deathwish où le groupe fait une descente dans les magasins. Le 18 février 2016, le groupe joue son dernier concert à guichets fermés. Le dernier clip de Set Things Right, The Puppet Show, sort le 20 décembre 2016.
Le 4 septembre 2017, le groupe annonce sa séparation avec un tout dernier concert le 25 novembre dans sa salle habituelle, le Nootuitgang, à Edegem. Le concert est joué à guichets fermés en huit jours, ce qui a poussé le groupe à le déplacer dans une salle plus grande, le Hangar 21, qui s'est également jouée à guichets fermés. Le groupe donne son ultime concert le 2 juin 2018, dédié à leur ex-chanteur Tom qui est, à cette période, en recherche de don de moelle osseuse.
Durant son parcours, Set Things Right a joué au Rock Herk, Groezrock (2015) et Graspop Metal Meeting (2015), entre autres.

## Discographie
- 2011 : The Never Ending Road
- 2014 : This Is Home
- 2017 : Deathwish